# Prunus buxifolia
Prunus buxifolia är en rosväxtart som beskrevs av Emil Bernhard Koehne. Prunus buxifolia ingår i släktet prunusar, och familjen rosväxter. Inga underarter finns listade i Catalogue of Life.